# Smilax modesta
Smilax modesta är en enhjärtbladig växtart som beskrevs av A.Dc. Smilax modesta ingår i släktet Smilax och familjen Smilacaceae. Inga underarter finns listade.